# Frederick Kanfer
Frederick H. Kanfer (* 1925 in Wien; † 18. Oktober 2002 in Champaign, Illinois) war zuletzt emeritierter Professor für Psychologie an der University of Illinois. Er entwickelte die Selbstmanagement-Therapie und zusammen mit G. A. Saslow das SORKC-Modell der Verhaltenstherapie.

## Leben
Frederick H. Kanfer wuchs in Österreich auf, das er 1938 verließ. 1941 emigrierte er mit 16 Jahren in die USA, interessierte sich zunächst für Ingenieurwissenschaften und Biologie, bevor er sich der Psychologie zuwandte. Nach seinem Militärdienst erwarb er 1953 in Bloomington an der Indiana University den Ph.D. Er wurde zunächst Assistant Professor an der Washington University, danach Professor an der Purdue University, bevor er nach Cincinnati wechselte. Von 1973 bis 1995, dem Zeitpunkt seiner Emeritierung, war er als Professor an der University of Illinois at Urbana-Champaign tätig.

## Leistung
Kanfer leistete mit der Entwicklung der Selbstmanagement-Therapie einen wichtigen Beitrag zur modernen Kognitiven Verhaltenstherapie. Seine Ursprünge lagen in den klassischen behavioristischen Lerntheorien, die er aber von Beginn an um kognitive und humanistische Einflüsse erweiterte. 1965 veröffentlichte er gemeinsam mit G. A. Saslow den einflussreichen Artikel „Behavioral Analysis“, in dem er durch Darstellung seines SORKC-Modells die moderne Verhaltensanalyse begründete, die bis heute eine wichtige Grundlage der Verhaltenstherapie darstellt. In den Jahren danach arbeitete er vor allem über Selbstregulation und Selbstkontrolle und entwickelte die Selbstmanagement-Therapie, durch die sich die zuvor rein behavioristisch orientierte Verhaltenstherapie von der Anwendung der klassischen Lerngesetze zur modernen Verhaltenstherapie weiterentwickelte. Kanfers Interesse ging über die Entwicklung einzelner Methoden und Verfahren hinaus. Durch die Entwicklung seines Modells einer Verhaltensanalyse gelang ihm in der Unterscheidung von 3 Ebenen menschlichen Verhaltens eine differenzierte Analyse des Problemverhaltens. Durch seine Beschreibung des therapeutischen Prozesses in 7 Schritten, die in einer Therapie mit Feedbackschleifen durchlaufen werden, bewirkte er die Berücksichtigung des therapeutischen Prozesses in der Therapieplanung. Auch betonte er aus seinen Erfahrungen in der praktischen therapeutischen Tätigkeit die Bedeutung der therapeutischen Beziehung bzw. der Interaktion zwischen dem Therapeuten und dem Klienten für eine erfolgreiche Verhaltenstherapie und verwendete dafür den Begriff der therapeutischen Allianz. In seinen weiteren Arbeiten zum verbalen Konditionieren, zur Motivation, zum Problemlösen sowie zu einzelnen klinischen Störungsbildern zeigte sich sein breites Interesse, das auf seinem ausgeprägten Verständnis für die Wirkungsweise der Verhaltenstherapie basierte.
Nach einer Einladung zu einem Gastaufenthalt 1968 an die Ruhr-Universität Bochum war er jedes Jahr mehrere Wochen als Gastprofessor in Europa tätig, leitete Workshops und hielt Vorträge, wodurch er einen großen Einfluss auf die heutigen Verhaltenstherapeuten im deutschsprachigen Raum ausübte. Sein gemeinsam mit H. Reinecker und D. Schmelzer veröffentlichtes Buch Selbstmanagement-Therapie ist bis heute ein Standardwerk in der Ausbildung deutscher Verhaltenstherapeuten. Über Jahrzehnte hinweg war er einflussreicher Berater am Max-Planck-Institut für Psychiatrie in München. 1976 begann er in Windach mit der Gründung verhaltensmedizinischer Kliniken in Deutschland.

## Ehrungen
Frederick H. Kanfer erhielt zahlreiche Auszeichnungen. Er war Fulbright-Professor in Bochum, erhielt den Alexander-von-Humboldt-Senior Scientist Award und die Gold Medal of Honour seiner Geburtsstadt Wien für Verdienste um die Entwicklung der Klinischen Psychologie in Europa. Kurz vor seinem Tode 2002 erhielt er die Ehrung der Deutschen Gesellschaft für Psychologie für sein Lebenswerk. Darüber hinaus war er Ehrenmitglied vieler Verhaltensgesellschaften in Deutschland, in Italien und in Uruguay. Fred Kanfer war Mitglied im Editorial Board von ca. 12 wissenschaftlichen Zeitschriften, er ist Autor bzw. Koautor von mehr als 150 wissenschaftlichen Beiträgen und von mehr als 10 einflussreichen Buchpublikationen.

## Werke (Auswahl)
- The scientist-practitioner connection. Myth or reality. New Ideas in Psychology, 1990, 7; S. 147–154
- Zus. mit G.H. Saslow: Behavioral Analysis. An Alternative to diagnostic classification. Arch Gen Psychiatry, 1965,12: S. 529–538
- Zus, mit H. Reinecker & D.Schmelzer: Selbstmanagement-Therapie. 2. überarbeitete Auflage. Springer, Berlin 1998, ISBN 3-608-89612-0
- Zus. mit H. Reinecker & D. Schmelzer: Selbstmanagement-Therapie 5. überarbeitete Auflage. Springer, Berlin 2012, ISBN 978-3-642-19365-1